# Pietro Passalacqua

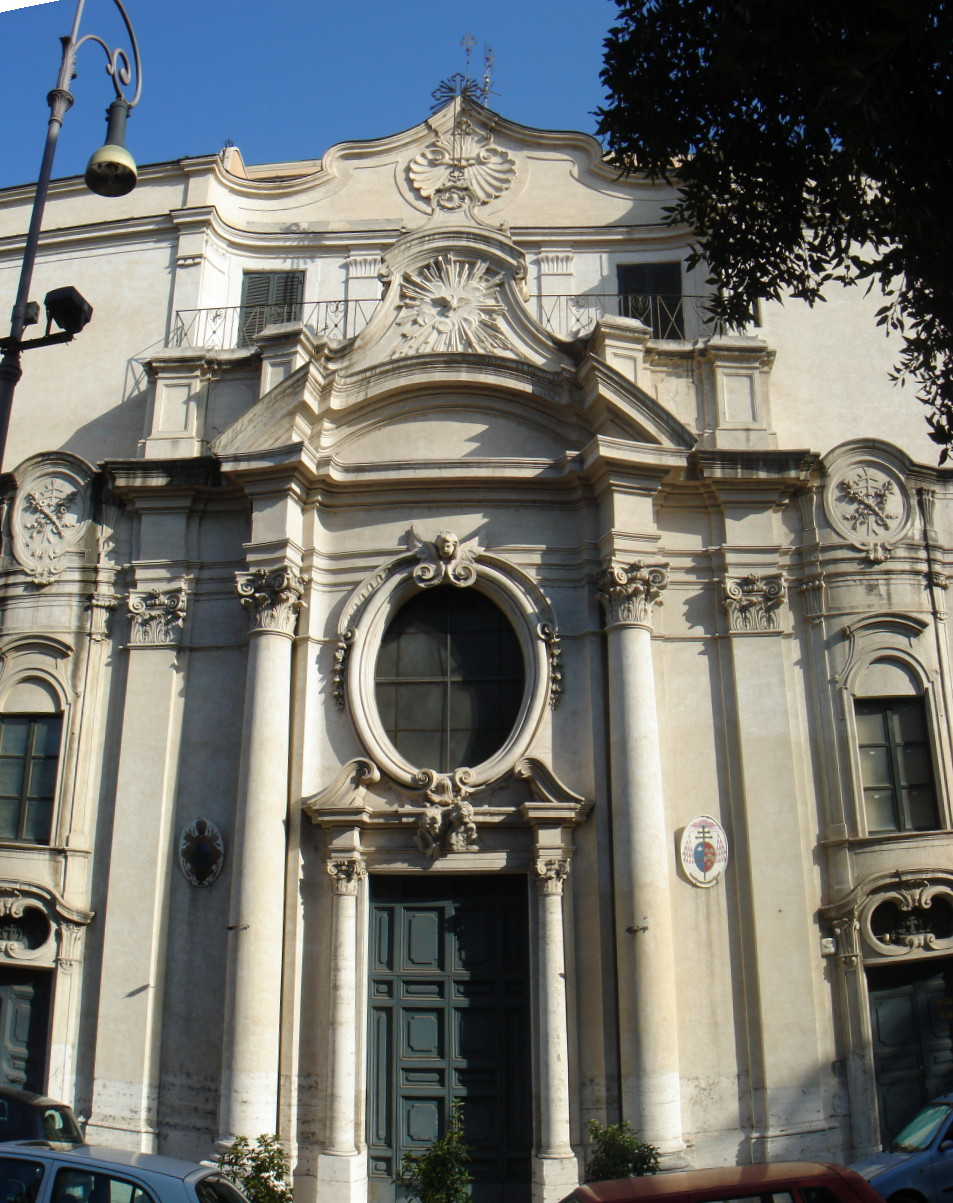
Santa Maria Annunziata in Borgo.

Pietro Passalacqua, född 1690 i Messina, död 1748 i Rom, var en italiensk arkitekt under barockepoken.
Passalacquas främsta arkitektoniska verk är restaureringen av den fornkristna basilikan Santa Croce in Gerusalemme (1743–1744) som han utförde tillsammans med Domenico Gregorini. I närheten av Vatikanen ritade Passalacqua oratoriet Santa Maria Annunziata in Borgo (1742–1745).